# ウェウェ・ゴンベル
ウェウェ・ゴンベル（Wewe Gombel）は、ジャワ神話における、女性の超自然的な存在または復讐心に満ちた幽霊。彼女は子供を誘拐すると言われている。 
この神話は、子供に用心深くし、夜は家にいるように促すために教えられている。伝統的にウェウェ・ゴンベルは、長く垂れ下がった乳房を持つ女性として表される。現代の表現では、吸血鬼のような牙が付けられる。これは漫画にも登場する人気の精霊である。 